# American History
American History est un court métrage satirique américain de Chris Graves et Trey Parker, réalisé en 1992.

## Synopsis
Résumé satirique de l'histoire des États-Unis.

## Fiche technique
- Titre : American History
- Réalisation : Chris Graves et Trey Parker
- Scénario : Trey Parker
- Narration : Junuchi Nishimura
- Durée : 5 minutes